# Provincia di Yazd

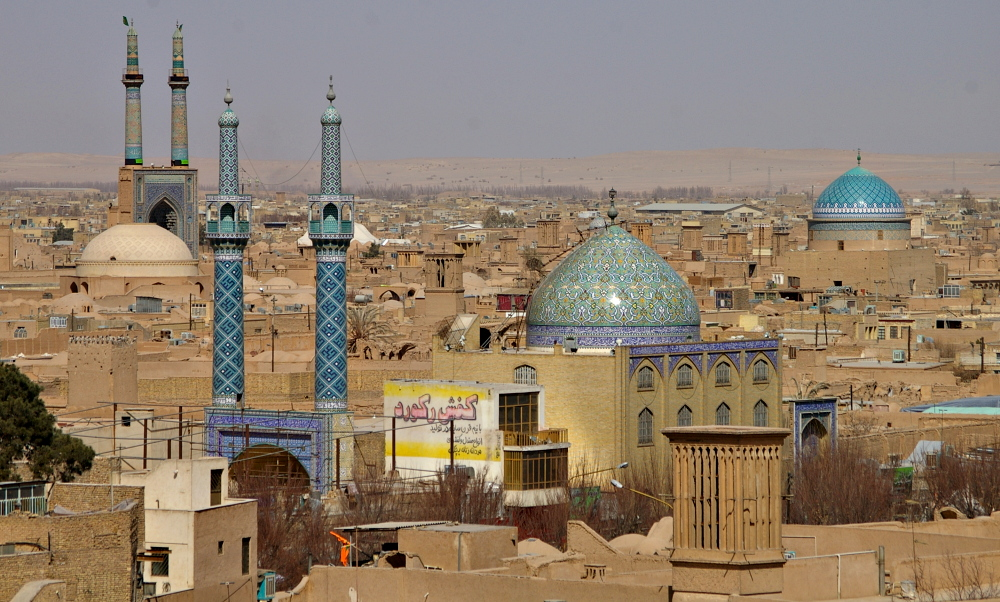
Panorama della città di Yazd

La provincia di Yazd (in persiano: یزد) è una delle trentuno province dell'Iran. È situata nel centro del paese e il suo capoluogo è Yazd. Confina a sud-est con la provincia di Kerman, a nord-est con il Khorasan meridionale, a nord-ovest con la provincia di Esfahan e a sud-ovest con la provincia di Fars. Dal censimento del 1996 risultava che il 75,1% della popolazione risiedeva in aree urbane mentre il rimanente 24,9% in aree rurali.

## Popolazione
La popolazione di Yazd è prevalentemente di etnia persiana e di religione musulmana sciita sebbene esistano importanti comunità di Zoroastriani. Il primo documento storico della zona è datato 3000 a.C., con il nome di Ysatis ed era parte dell'impero dei Medi. Sono presenti nella provincia scavi archeologici.

## Storia

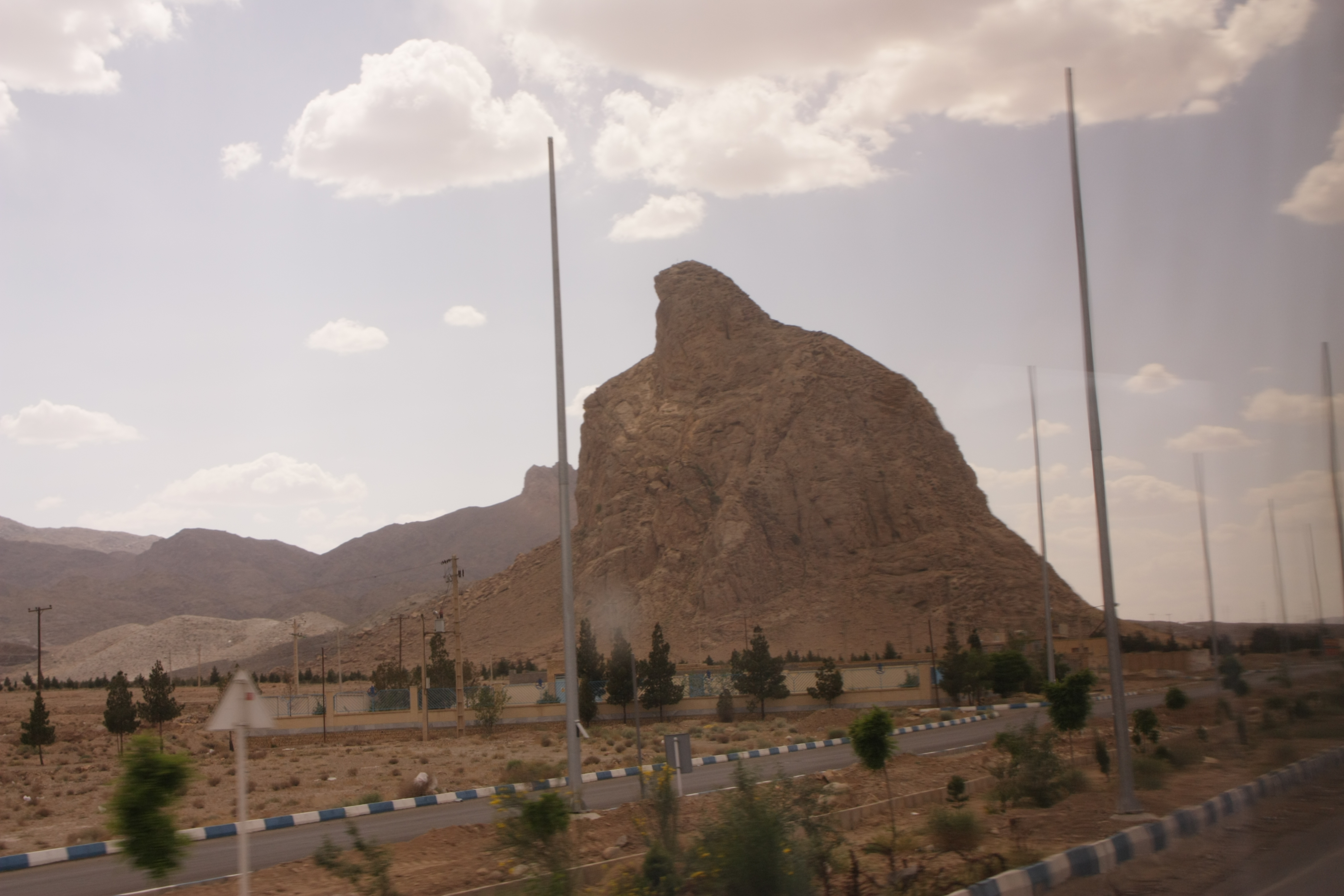
La Montagna dell'aquila, vicino alla città di Taft

A causa della distanza dalle capitali degli imperi che si susseguirono negli anni, Yazd rimase immune dalle distruzioni causate dalle guerre e tiene vive le sue tradizioni. Dagli scavi effettuati in collaborazione con l'Università di Teheran emergono resti risalenti al Mesolitico.
Durante l'invasione di Gengis Khan all'inizio del XIII secolo Yazd fu raggiunta da numerosi artisti ed intellettuali provenienti dalle altre città della Persia.
Fu visitata nel 1272 da Marco Polo che la descrisse come una ricca città dedita al mercato della seta.

## Geografia antropica

### Suddivisioni amministrative
La provincia è divisa in 10 shahrestān:
- Shahrestān di Abarkuh
- Shahrestān di Ardakan
- Shahrestān di Bafq
- Shahrestān di Behabad
- Shahrestān di Khatam
- Shahrestān di Mehriz
- Shahrestān di Meybod
- Shahrestān di Saduq
- Shahrestān di Taft
- Shahrestān di Yazd